# Санчес, Юдарис
Юдарис Санчес Родригес (исп. Yudaris Sánchez Rodríguez; род. 15 ноября 1997, Сьего-де-Авила) — кубинская женщина-борец вольного стиля, чемпионка Панамерики, призёр Панамериканских игр и Игр Центральной Америки и Карибского бассейна, участница Олимпийских игр в Токио.

## Карьера
В марте 2016 года в американском Фриско она участвовала в панамериканском квалификационном турнире на летние Олимпийские игры 2016 года в Рио-де-Жанейро. Она проиграла свой первый матч против Дороти Итс из Канады и выбыла из турнира. В июле 2018 года она выиграла золотую медаль в весовой категории до 68 кг на играх Центральной Америки и Карибского бассейна, проходивших в колумбийской Барранкилье. В октябре 2018 года соревновалась на чемпионате мира в Будапеште, где неудачно выступила в весовой категории до 68 кг. Через месяц в ноябре 2018 года в Бухаресте, одолев в финале японку Миву Морикаву стала чемпионкой мира среди молодёжи U23. В апреле 2019 году, уступив в финале американке Тамире Менса, она получила серебряную медаль в весовой категории до 68 кг на Панамериканском чемпионате в Буэнос-Айресе. Позднее в августе того же года, она завоевала бронзовую медаль в весовой категории до 68 кг на Панамериканских играх в Лиме. В начале марта 2020 года она повторила свой результат на Панамериканском чемпионате в Оттаве, завоевав серебряную медаль, вновь проиграв в финале Тамире Менса. Через две недели в середине марта 2020 года да она получила право представлять Кубу на летних Олимпийских играх, пройдя Панамериканский квалификационный турнир, который проходил в Оттаве. В августе 2021 года на Олимпиаде в схватке на стадии 1/8 финала проиграла китаянке Чжоу Фэн (2:13), и заняла итоговое 12 место.

## Достижения
- Панамериканский чемпионат по борьбе 2015 — ;
- Панамериканский чемпионат по борьбе 2016 — ;
- Панамериканский чемпионат по борьбе 2018 — ;
- Игры Центральной Америки и Карибского бассейна 2018 — ;
- Чемпионат мира по борьбе среди молодёжи U23 — ;
- Панамериканский чемпионат по борьбе 2019 — ;
- Панамериканские игры 2019 — ;
- Панамериканский чемпионат по борьбе 2020 — ;
- Олимпийские игры 2020 — 12;